# District de Jaipur
Le district de Jaipur est un district de l'état du Rajasthan en Inde.